# Srnava
Srnava (szerbül: Срнава), település Bosznia-Hercegovinában, Vukosavlje községben, a Szerb Köztársaság északi régiójában.

## Fekvése
A település Bosznia-Hercegovina északi részén, Dobojtól légvonalban 35, közúton 52 km-re északkeletre, községközpontjától légvonalban 4, közúton 7 km-re északra, a Vučjak-hegység keleti lejtői alatt, a Szávamenti-síkság peremén, a Srnavka-patak mentén, 104-275 méteres magasságban fekszik.

## Népessége
| Nemzetiségi csoport | Népesség 1991 | Népesség 2013 |
| ------------------- | ------------- | ------------- |
| Szerb               | 133           | 3             |
| Bosnyák             | 2             | 0             |
| Horvát              | 703           | 222           |
| Jugoszláv           | 30            | 0             |
| Egyéb               | 12            | 6             |
| Összesen            | 880           | 231           |

## Története
Az Orašće lelőhelyen talált régészeti leletek tanúsága szerint itt már a római korban is laktak emberek.
Marijan Bogdanović püspök 1768-as feljegyzésében a podvučijaki plébániához tartozó Srnavában 10 katolikus ház volt és 90 katolikus élt, akik közül 62 felnőtt és 28 gyermek volt. Augustin Miletić püspök 1813-as feljegyzése szerint a podvučijaki (vučiakaljai) plébániához tartozó Srnavának 14 katolikus háza és 113 katolikus lakosa volt, ebből 72 felnőtt és 41 gyermek.
A település 1878-ig tartozott az Oszmán Birodalomhoz. Ekkor a berlini kongresszus határozata alapján az Osztrák-Magyar Monarchia része lett. 1879-ben az első osztrák-magyar népszámlálás során a Derventi járáshoz és Odžak községhez tartozó településnek, 41 háztartása és 274 római katolikus lakosa volt. 1910-ben az Odžaki járáshoz tartozó településen 73 háztartást és 408 római katolikus lakost találtak. A monarchia szétesésével 1918-ban előbb a Szerb-Horvát-Szlovén Királyság, majd 1929-től a Jugoszláv Királyság része lett. Az 1929-es törvény értelmében, amikor Bosznia-Hercegovinát négy banovinára, Drinskára, Vrbaskára, Zetskára és Primorskára osztották, a település a Vrbaska banovina (Orbászi Bánság) része lett, amelynek székhelye Banja Luka volt. 1939-ben a közigazgatás átszervezésével a Hrvatska banovina (Horvát Bánság) része lett. 
A második világháborúban Jugoszlávia megszállása után a Független Horvát Állam (NDH) része lett. A második világháború után 1992-ig a település a szocialta Jugoszlávia keretében a Bosznia-Hercegovinai Népköztársaság része volt. A boszniai háború idején itt zajlott az 1992-es „Koridor” hadművelet, amikor a szerb hadsereg fizikailag összekapcsolta a szerb haderő keleti és nyugati részét, ezzel megteremtették az összeköttetést a Boszniai Szerb Köztársaság keleti és nyugati része között. A boszniai háborút lezáró daytoni békeszerződés rendelkezése alapján az ország területét felosztották a Bosznia-hercegovinai Föderáció és a boszniai Szerb Köztársaság között.
Az utolsó, 1991-es hivatalos népszámlálás szerint Odžak községnek 30 056 lakosa volt, akik 14 településen éltek. A daytoni megállapodás aláírása után Odžak község legnagyobb része a Bosznia-Hercegovinai Föderáció részévé vált. A háború előtti Odžak község lakott települései közül azonban Gnionica, Jošavica és Srnava, valamint Odžak, Potočani és Vrbovac települések részei a Boszniai Szerb Köztársaság részévé váltak. Ugyancsak a községhez csatolták a korábban Modriča községhez tartozó Jakeš, Pećnik és Modrički Lug településeket. A daytoni megállapodás és az Odžakból történt szerb kivonulás után Jakeš egy részét Vukosavljére, a szerb hatóságok pedig Pećniket Vidikovacra, Modrički Lugot pedig Brezikre nevezték át. Az újonnan létrehozott község területét a háború előtt túlnyomórészt horvátok lakta, 43%-uk (3440) horvát, 35%-uk (2861) muszlim (a korábban Modriča részét képező falvakban), 16%-uk (1332) szerb, a lakosság többi részét pedig jugoszlávok és mások alkották.

## Nevezetességei
- Római katolikus temploma 1986-ban épült, a potoćani plébánia filiája.

- Orašće – római település maradványai. A lelőhely felszínén római kerámiákat (terra sigilata) és építőanyag maradványokat találtak.[5]